# Паприков, Стефан
Стефан Георгиев Паприков (болг. Стефан Георгиев Паприков; 12 апреля 1858, Пирдоп, Османская империя — 30 мая 1920, София, Третье Болгарское царство) — болгарский военно-политический, дипломатический и общественный деятель, генерал-лейтенант, военный министр Болгарии (1899—1903), министр иностранных дел Болгарии (1908—1910), депутат Народного собрания Болгарии (1914—1919).

## Биография
Родился в семье ремесленника. В 1875—1876 годах учительствовал в Панагюриште. Участник Старозагорского (1875) и Апрельского восстаний (1876). Спасаясь от ареста, отправился в Пловдив, где выучил русский язык.
До 1879 года обучался в военном училище в Софии, получил звание подпоручика. В 1883 году окончил Николаевскую академию Генерального штаба в Санкт-Петербурге, вернувшись на родину, принял командование пехотной ротой. В 1885 году произведен в капитаны. После объединения Княжества Болгарии с Восточной Румелией русские офицеры покинули Болгарию, что открыло шансы для быстрого продвижения по службе для молодых болгарских офицеров. Один из них был С. Паприков, который был переведен из гарнизона в Русе в Софию, где назначен офицером по выполнению специальных задач в Генштабе болгарской армии.
Во время сербско-болгарской войны 1885 года — начальник штаба Западного корпуса болгарской армии. Отличился в битве при Сливнице (5-7 ноября 1885), определившей исход сербско-болгарской войны в пользу Болгарии. Позже участвовал в Пиротском сражении. На заключительном этапе войны вместе с сербскими офицерами участвовал в определении демаркационной линии, разделяющей обе стороны конфликта. За воинские заслуги был награждён Орденом «За храбрость».
После окончания войны работал в Генеральном штабе, активно участвовал в подавлении восстания пророссийских офицеров в Русе и Силистре в 1887 г. В том же году назначен начальником генерального штаба, затем в 1887—1891 годах — комендант военного училища. Автор нескольких учебных пособий для курсантов, в основном, в области военного управления. В 1890 году по приказу князя Болгарии Фердинанда I был помещён под домашний арест по подозрению в русофильских действиях, которые не подтвердились.
2 августа 1891 г. получил чин подполковника и назначен начальником Административного отдела в Генштаба (1891—1895). В августе 1895 г. стал полковником. В 1896—1899 годах вновь работал начальником генерального штаба, а затем занял кресло военного министра Болгарии (1899—1903). С 15 ноября 1900 г. — генерал-майор.
После ухода из правительства некоторое время служил инспектором пехоты (1904—1905).
Затем — на дипломатической работе. В 1906—1908 годах — посланник Болгарии в России. 17 апреля 1908 года произведен в чин генерал-лейтенанта. В том же году ушел в отставку и стал министром иностранных дел Болгарии. Занимал эту должность во время провозглашения независимости Болгарии и сыграл важную роль в её дипломатической защите.
В 1910—1912 годах — посол Болгарии в Российской империи. Член Демократической партии Болгарии.

## Награды
- Орден «За храбрость» (Болгария)
- Орден «Святой Александр» 2 степени с бриллиантами
- Орден «За военные заслуги» (Болгария) 1 степени

## Избранные труды
- Записки по военна администрация. Курс на Софийското военно училище. 1887.
- Сборник на приказите, указите и циркулярите по военното ведомство. 1887.
- Гургулят-Брезник-Трън и Пирот или Брезнишко-Трънският отряд в Сръбско-българската война 1885. 1891.
- Кратък учебник по военна администрация. 1891.
- Учебник по военна администрация. 1893.
- Военна администрация. Военно домакинство. 1894.